# Вису
Ви́су (араб. ويسو‎), Ису (ايسو‎), Йосу (араб. اوسو‎) — историческая область к северо-востоку от Волжской Булгарии в начале X века.

## Локализация
Ранее частью исследователей (Х. Френ, А. П. Смирнов, Л. А. Голубева) область Вису соотносилась с летописной весью, однако такая привязка неоправданна географически. В настоящее время преобладает точка зрения (Ф. Вестерберг, М. В. Талицкий, Д. А. Мачинский, В. В. Напольских) о привязке Вису к Верхнему Прикамью. Возможно, это Пермь Великая позднейших источников (упоминается с 1187). Ису или «Вису» активно торговали с булгарами, поставляя на рынок высоко ценившиеся меха. Кроме того, предки коми-пермяков продавали соль, слитки меди и бронзы, вследствие чего в коми языке сохранилось несколько характерных булгарских лексических заимствований тех времён. Благодаря активным контактам с булгарами пермяне познакомились с технологией гончарного производства, секретами обработки железа, техникой зерни и скани. На территории Верхнекамья обнаружены десятки кладов вещей восточного происхождения.